# Wet van Okun

Grafiek van Amerikaanse kwartaalgegevens (niet geannualiseerd) van 1947 tot en met 2002 schat een vorm van de verschilversie van de wet Okun's: % verandering BNP = 0,856 - 1,27 * (wijziging werkloosheidsgraad). R^2 van 0,504. Verschillen met andere resultaten zijn deels te wijten aan het gebruik van kwartaalgegevens

In de economie is de wet van Okun een empirisch waargenomen relatie met betrekking tot de werkloosheid en de verliezen aan productie in een land. De "kloofversie" stelt dat voor elke procentpunt stijging in de werkloosheid, het bruto binnenlands product (BBP) van een land ongeveer een extra 2% lager zal zijn dan het potentiële BBP. De "verschilversie" beschrijft de relatie tussen de veranderingen per kwartaal van de werkloosheid en de veranderingen per kwartaal in het reële BBP. De stabiliteit en het nut van de wet wordt betwist.
De naam verwijst naar de econoom Arthur Okun, die deze relatie in 1962 voorstelde.

## Voetnoten
1. ↑  Prachowny, 1993.